# Fernanda Astete
Fernanda Paz Astete Rojas (* 12. Januar 1997 in Santiago) ist eine chilenische Tennisspielerin.

## Karriere
Astete spielt überwiegend Turniere auf der ITF Women’s World Tennis Tour, wo sie bislang einen Doppeltitel gewann.
Bei den Südamerikaspielen 2022 erreichte sie im Dameneinzel das Viertelfinale. Im Dezember 2022 konnte sie ihren ersten Doppeltitel gewinnen.
Astete spielte 2022 erstmalig für die chilenische Billie-Jean-King-Cup-Mannschaft. Bislang wurde sie nur in einem Doppel eingesetzt, das sie zusammen mit Alexa Guarachi gewann.

### College Tennis
Astete spielte für die Damentennismannschaft der Owls der Rice University.

## Turniersiege

### Doppel
| Nr. | Datum            | Turnier      | Kategorie | Belag | Partnerin            | Finalgegnerinnen                                    | Ergebnis |
| --- | ---------------- | ------------ | --------- | ----- | -------------------- | --------------------------------------------------- | -------- |
| 1.  | 3. Dezember 2022 | Buenos Aires | ITF W15   | Sand  | Anastasia Iamachkine | Marian Gomez Pezuela Cano Maria Victoria Marchesini | 7:5, 6:4 |